# Östlig visseltyrann
Östlig visseltyrann (Sirystes sibilator) är en fågel i familjen tyranner inom ordningen tättingar.

## Utseende och läte
Östlig visseltyrann är en rätt stor tyrann med övervägande grå fjäderdräkt. Avvikande är svart tofsförsedd hjässa, svarta vingar med tydliga vita kanter och en mörk stjärt. Sången är ljud och fallande, på engelska återgiven som "pepepew-pepepew".

## Utbredning och systematik
Östlig visseltyrann delas in i två underarter:
- Sirystes sibilator sibilator – förekommer i östra Brasilien (Goiás och Bahia) till östra Paraguay och nordöstra Argentina
- Sirystes sibilator atimastus – förekommer i sydvästra Brasilien (Mato Grosso)

## Levnadssätt
Östlig visseltyrann hittas i skogar och skogslandskap. Där tillbringar den mestadels sin tid i trädkronorna. Fågeln är ofta en del av kringvandrande artblandade flockar där den ofta agerar ledare.

## Status och hot
Arten har ett stort utbredningsområde, men tros minska i antal, dock inte tillräckligt kraftigt för att den ska betraktas som hotad. Internationella naturvårdsunionen IUCN listar arten som livskraftig (LC).